# Botein
Botein, eller Delta Arietis, är en röd jättestjärna i stjärnbilden Väduren. Den är av magnitud +4,35 vilket gör att den är ljusstark nog att kunna ses för blotta ögat. Botein tillhör spektralklassen K2 III och ligger ungefär 170 ljusår ifrån jorden. Den är en misstänkt variabel med variationer på omkring 0,04 magnituder.